# Мексиканска селена
Selene brevoortii е вид бодлоперка от семейство Carangidae. Видът не е застрашен от изчезване.

## Разпространение и местообитание
Разпространен е в Гватемала, Еквадор, Колумбия, Коста Рика, Мексико, Никарагуа, Панама, Перу, Салвадор, САЩ и Хондурас.
Среща се на дълбочина от 1 до 53 m, при температура на водата от 25,1 до 25,9 °C и соленост 33 – 33,5 ‰.

## Описание
На дължина достигат до 38 cm.